# Karl Röttel
Karl Röttel (* 13. Juli 1939 in Hannsdorf in Mähren; † 4. März 2020) war ein deutscher Lehrer, Heimatforscher und Grenzsteinforscher.

## Leben
Nach der Vertreibung siedelte die Familie Röttel 1946 mit ihren vier Kindern – Karl war das älteste – nach Bayern über und fand zunächst in Ensfeld (Gemeinde Mörnsheim), ab 1958 in Wellheim ein neues Zuhause. Karl Röttel besuchte das Gymnasium mit Oberrealschule in Eichstätt (seit 1965 Willibald-Gymnasium), wo er die Hochschulreife erlangte. Er studierte Mathematik und Physik an den Universitäten in Würzburg und Caen. Danach studierte er Psychologie und Pädagogik an der LMU München und promovierte dort. Er war Lehrer für Mathematik und Physik am Willibald-Gymnasium Eichstätt und anschließend bis zum Ruhestand an der städtischen Fachoberschule Ingolstadt. Verheiratet war er mit der Diplompädagogin Hermine Röttel (1948–2017). Röttel lebte in Buxheim, im Ruhestand zog er nach Eichstätt.
Von 1969 bis 1975 war Röttel ehrenamtlicher Konservator des Archäologischen Museums auf der Willibaldsburg Eichstätt.
Bis zu seinem Tod war Röttel Vorsitzender der von ihm 1991 gegründeten Natur- und kulturwissenschaftlichen Gesellschaft in Bayern (NKG) und redigierte bis 2019 deren Jahres-Zeitschrift Globulus (erstmals erschienen 1992) mit Sonderbänden. Besonders widmete sich Röttel den Flurdenkmälern, insbesondere der Grenzsteinforschung. Neben seinen Veröffentlichungen in Zeitschriften und als Monographien hielt er Vorträge und leitete Exkursionen. Er redigierte zudem die Jahresschrift der Vereinigung der Freunde des Willibald-Gymnasiums Eichstätt e. V. Röttel war bis zu seinem Tod Mitglied der Bundesversammlung der Sudetendeutschen Landsmannschaft.

## Auszeichnungen
- 1978 Medaille „Für vorbildliche Heimatpflege“
- 1992 Verdienstmedaille des Verdienstordens der Bundesrepublik Deutschland
- 1992 Adam-Ries-Preis
- 1996 Bezirksmedaille (Oberbayern) in Gold
- 1997/98 (zusammen mit seiner Frau Hermine Röttel) Denkmalschutzmedaille des Bayerischen Kultusministeriums für die Erforschung und Sanierung des Hochstiftes Eichstätt und der Hochgerichtssteine
- 2016 Adam-Ries-Sonderpreis des Adam-Ries-Bundes[4]

## Veröffentlichungen
- Der Logarithmus. Bayer. Schulbuchverlag, München 1970.
- Lehrprogramm „Logarithmus – Einführung“. München 1971.
- Lehrprogramm „Logarithmus – Anwendungen“. München 1971.
- Lineare Optimierung und Gleichungssysteme. München 1975.
- Orientierung zu Lernzielen der Gegenwart. Untersuchung über die Einbeziehung der Bloomschen kognitiven Lernziele in Mathematiktests der Orientierungsstufe und Erörterung der konsequenten Verfolgung erforderlicher Bildungsziele für alle. München 1978 (zugl. Dissertation an der LMU)
- Lernziele der Mathematik und ihre Verwirklichung. Oldenbourg, München 1980, ISBN 3-486-18381-8.
- mit Werner Braunbek: Forscher an den Wurzeln des Seins. Die abenteuerliche Welt der Elementarteilchen. Düsseldorf / Wien 1981, ISBN 3-430-11507-8.
- mit Marita Wiegand (Hrsg.): Bildungsforschung und Schulpraxis. Alsbach 1986.
- Das Hochstift Eichstätt – Geschichte, Karten und Grenzsteine. Ingolstadt 1987.
- Lehrbuch der Schulmathematik – Analysis und Stochastik. 1. Auflage. Buxheim/Eichstätt 1991, weitere Auflagen bis 1996.
- mit Michael Möbius: Lösungen und Kommentare zum Lehrbuch der Schulmathematik – Analysis und Schochastik. Buxheim/Eichstätt 1993.
- (Hrsg.) Peter Apian – Astronomie, Kosmographie und Mathematik am Beginn der Neuzeit, mit Ausstellungskatalog. Buxheim/Eichstätt 1995, 2. Auflage 1997, ISBN 3-928671-12-X.
- (Hrsg.) Ad fontes Arithemticae et Algebrae, Festschrift zum 70. Geburtstag von Wolfgang Kaunzner. Buxheim/Eichstätt 1998.
- mit Michael Möbius u. a.: Ergänzungen zum Lehrbuch der Schulmathematik. Buxheim/Eichstätt 1998.
- Festschrift zur Wiedereinweihung der Sankt-Anna-Kapelle – Grabmühle. Buxheim/Eichstätt 1998.
- 40 Jahre Jagdhornbläser Eichstätt. Buxheim/Eichstätt 1998.
- Grenzen und Grenzsteine des Fürther Stadtwaldes. Polygon-Verlag, Eichstätt 2000, ISBN 3-928671-27-8.
- (Hrsg.) Mathematik nützlich und schön. Vor 500 Jahren und heute. Symposiumsbericht. Polygon-Verlag, Eichstätt 2002.
- mit Wolfgang Kaunzner: Christoff Rudolff aus Jauer in Schlesien. Polygon-Verlag, Eichstätt 2006, ISBN 3-928671-39-1.